# حلاق السيدات (فلم)
حلاق السيدات هو فيلم مصري تم إنتاجه عام 1960، من تأليف أبو السعود الإبياري، ومن إخراج فطين عبد الوهاب وبطولة عبد السلام النابلسي، إسماعيل ياسين وكريمة.

## قصة الفيلم
تدور أحداث الفيلم حول ثلاث أصدقاء يقرر واحد منهم أن يطور محل أبيه للحلاقة ويقسمه ثلاث أقسام واحد للرجال والثاني للسيدات والثالث للحيوانات، وتكون أول زبونة هي خادمة وحدثت سيدتها عنه، وبعد ذلك تزوج من سيده ثرية، وذلك لكي تنتقم من زوجها السابق الذي تركها.

## بطولة
- إسماعيل ياسين
- عبد السلام النابلسي
- كريمة
- زينات صدقي
- إستفان روستي
- ليلى كريم
- عبد الغني النجدي
- خيرية أحمد
- جمالات زايد
- ليلى عطا الله
- ممدوح شكري
- محمود لطفي
- سمر عطية

## روابط خارجية
- مقالات تستعمل روابط فنية بلا صلة مع ويكي بيانات